# Município de Ottawa (condado de Putnam, Ohio)
O município de Ottawa (em inglês: Ottawa Township) é um município localizado no condado de Putnam no estado estadounidense de Ohio. No ano de 2010 tinha uma população de 7.845 habitantes e uma densidade populacional de 83,51 pessoas por km².

## Geografia
O município de Ottawa encontra-se localizado nas coordenadas 41° 02′ 10″ N, 84° 03′ 16″ O. Segundo o Departamento do Censo dos Estados Unidos, o município tem uma superfície total de 93.94 km², da qual 93,39 km² correspondem a terra firme e (0,58 %) 0,55 km² é água.

## Demografia
Segundo o censo de 2010, tinha 7.845 habitantes residindo no município de Ottawa. A densidade populacional era de 83,51 hab./km². Dos 7.845 habitantes, o município de Ottawa estava composto pelo 95,22 % brancos, o 0,51 % eram afroamericanos, o 0,23 % eram amerindios, o 0,32 % eram asiáticos, o 2,83 % eram de outras raças e o 0,89 % eram de uma mistura de raças. Do total da população o 6,69 % eram hispanos ou latinos de qualquer raça.